# Battle Master
Battle Master è un videogioco d'avventura e azione del 1990 ideato da Mike Simpson e Simon Jones, sviluppato da PSS e pubblicato da Mirrorsoft. Il gioco è un'avventura fantasy in cui il giocatore controlla un campione che deve affrontare le forze del male per conquistare quattro regni, unendone le quattro corone e presentandole al Watcher per poter ristabilire la pace nel mondo.

## Modalità di gioco
Battle Master è un gioco di azione e avventura a squadre. La visuale è dall'alto, con una prospettiva isometrica.
Dopo aver scelto una razza, tra umani, elfi, nani o orchi, e una classe in stile Dungeons & Dragons, tra guerriero, mercante, arciere o mago, il giocatore si trova davanti a una mappa dalla quale può scegliere la propria destinazione. In ogni luogo visitato il giocatore può decidere di trattare, per acquistare oggetti utili dell'area senza doverli trovare, o può entrare nel luogo vero e proprio.
Una volta entrato nell'area, il giocatore deve eliminare un minimo del 75% dei nemici presenti per procedere. Il combattimento può essere sia corpo a corpo ravvicinato, usando armi come spade e mazze, o a distanza, mediante l'uso di frecce e magia. Oltre al personaggio principale, si possono reclutare fino a quattro compagni, ai quali possono essere date formazioni rudimentali (linea, colonna, cuneo), posizioni (fronte, retro) e comandi di base (chiamata a raccolta). Sconfiggere i nemici e superare un'area è l'unico modo per sbloccare altre destinazioni sulla mappa.
La difficoltà aumenta con il progresso del giocatore a nuove aree; per far fronte a questo, i giocatori possono trovare o comprare (usando l'oro ottenuto) degli equipaggiamenti migliori come armi e armature.

## Trama
A seguito di un'era di conflitto tra le razze degli uomini, degli elfi e degli orchi che distrusse villaggi e città e lasciò la regione decimata e impoverita, il misterioso Watcher venne e si stabilì nella Torre. Il Watcher rimosse il potere della magia, lasciandone tracce solo negli artefatti realizzati prima del suo arrivo, e lanciò un incantesimo di apatia sui quattro re. A quel punto pronunciò una profezia: "Dove vi è il chaos verrà l'ordine; dove vi è discordia, l'armonia fiorirà. Dal sud verrà un eroe per conquistare la regione e unire le corone. Dove vi erano dei frammenti, ci sarà un intero, poi comincerà una nuova era".

## Critica
Il responso della critica fu misto, con punteggi che vanno da 58% (Zzap!64) a 83% (Amiga Format) per le versioni del gioco per Atari ST e Amiga. Amiga Format ne lodò la grafica, il "design intelligente" e il suo "immediato e duraturo fascino", mentre Zzap!64 lo criticò per la sua "troppo poca profondità" e l'"aspetto strategico poco sviluppato". Nonostante ST Format ne criticò la grafica, considerò la sua azione come "al cardiopalma" e la sua strategia come "innovativa".